# Burlington County
Burlington County är ett administrativt område i delstaten New Jersey, USA. Burlington är ett av 21 countys i delstaten och ligger i den centrala delen av New Jersey. År 2010 hade Burlington County 448 734 invånare. Den administrativa huvudorten (county seat) är Mount Holly.
Joint Base McGuire–Dix–Lakehurst är belägen i countyt.

## Geografi
Enligt United States Census Bureau har countyt en total area på 2 122 km². 2 084 km² av den arean är land och 38 km² är vatten.

### Angränsande countyn
- Mercer County - nord
- Monmouth County - nordöst
- Ocean County - öst
- Atlantic County - syd
- Camden County - sydväst
- Philadelphia County - väst
- Bucks County - nordväst